# SNU13
SNU13 (англ. Small nuclear ribonucleoprotein 13) – білок, який кодується однойменним геном, розташованим у людей на короткому плечі 22-ї хромосоми. Довжина поліпептидного ланцюга білка становить 128 амінокислот, а молекулярна маса — 14 174.
| 10         |  | 20         |  | 30         |  | 40         |  | 50         |
| ---------- |  | ---------- |  | ---------- |  | ---------- |  | ---------- |
| MTEADVNPKA |  | YPLADAHLTK |  | KLLDLVQQSC |  | NYKQLRKGAN |  | EATKTLNRGI |
| SEFIVMAADA |  | EPLEIILHLP |  | LLCEDKNVPY |  | VFVRSKQALG |  | RACGVSRPVI |
| ACSVTIKEGS |  | QLKQQIQSIQ |  | QSIERLLV   |  |            |  |            |

A: Аланін

C: Цистеїн

D: Аспарагінова кислота

E: Глутамінова кислота

F: Фенілаланін

G: Гліцин

H: Гістидин

I: Ізолейцин

K: Лізин

L: Лейцин

M: Метіонін

N: Аспарагін

P: Пролін

Q: Глутамін

R: Аргінін

S: Серин

T: Треонін

V: Валін

Кодований геном білок за функціями належить до рибонуклеопротеїнів, фосфопротеїнів. 
Задіяний у таких біологічних процесах, як процесинг мРНК, сплайсинг мРНК, ацетилювання. 
Білок має сайт для зв'язування з РНК. 
Локалізований у ядрі.